# Caro (Morbihan)
Caro (in bretone: Karozh) è un comune francese di 1 213 abitanti situato nel dipartimento del Morbihan nella regione della Bretagna.

## Società

### Evoluzione demografica
Abitanti censiti